# Fools Rush In
Fools Rush In (no Brasil E Agora meu Amor? e em Portugal, Só os Tolos Se Apaixonam) é um filme estadunidense, do gênero comédia romântica, lançado em 1997, dirigido por Andy Tennant e estrelado por Matthew Perry e Salma Hayek.

## Sinopse
Alex Whitman (Matthew Perry) e Isabel Fuentes (Salma Hayek) se conhecem em Las Vegas e têm uma noite maravilhosa. No dia seguinte, cada um segue sua vida. Ele é um jovem e bem-sucedido engenheiro americano; ela, uma bela fotógrafa mexicana. O problema é que, três meses depois, Isabel vai procurar Alex com uma notícia inusitada: está grávida. Depois de muito conversarem, resolvem se casar para resolver esse problema, mas acabam arranjando outros. O choque de culturas e os conflitos familiares são o mote dessa comédia romântica.

## Elenco
- Matthew Perry como Alex Whitman
- Salma Hayek como Isabel Fuentes-Whitman
- Jon Tenney como Jeff
- Carlos Gómez como Chuy
- Tomas Milian como Tomas Fuentes
- Siobhan Fallon como Lainie
- John Bennet Perry como Richard Whitman
- Stanley DeSantis como Judd Marshall
- Suzanne Snyder como Cathy Stewart
- Anne Betancourt como Amália Fuentes
- Jill Clayburgh como Nan Whitman
- Garret Davis como Stan
- Annie Combs como Dra. Lisa Barnes, ginecologia e obstetrícia
- Annetta Ray como ministra realizando casamento
- Debby Shively como Donna, gerente de construção
- Robert Arevalo como Miguel Fuentes

## Trilha sonora
A lista de títulos a seguir representa a música usada em sequência com o filme.
1. Santa Claus is Comin' to Town – Burl Ives (cena da festa de Natal do escritório)
2. Jailhouse Rock – Elvis Presley (Alex fica animado com Las Vegas)
3. Las Abajeñas – Mariachi Reyes de Aserradero
4. Two to Tango – Vanessa Daou (uma noite/manhã depois)
5. Para Donde Vas – The Iguanas (tocando enquanto Alex segue Isabel em seu carro, logo após ela anunciar que está grávida)
6. El Pichon
7. La Martiniana
8. Ain't That a Kick in the Head – Dean Martin (cena de casamento/lua de mel do imitador de Elvis)
9. Linda Guerita – Brave Combo
10. Si Tu Te Vas – Enrique Iglesias
11. Mi Tierra – Gloria Estefan
12. La Virgen de la Macarena – Pérez Prado
13. Nothing is Permanent – Brave Combo
14. La Bamba – Mariachi Vargas de Tecalitlán
15. Los Machetes – Mariachi Vargas de Tecalitlán
16. Fever – Peggy Lee (pais de Alex saindo da cena de Las Vegas)
17. Talk to Me – Wild Orchid (cena de abertura do "Boulevard Club")
18. Naked Eye – Luscious Jackson (cena de abertura do "Boulevard Club"/Isabel sai)
19. I Wonder – Chris Isaak (Isabel a caminho da casa da avó)
20. Danke Schoen – Wayne Newton (a "epifania" de Alex/deixando Nova York)
21. It's Now or Never – Elvis Presley (Alex na trilha para encontrar Isabel)
22. Can't Help Falling in Love – Elvis Presley (O "casamento real"/créditos finais)

## Recepção
Fools Rush In recebeu críticas mistas dos críticos. No Rotten Tomatoes, o filme tem um índice de aprovação de 34% com base em comentários de 29 críticos, com uma pontuação média de 5 em 10. Uma crítica mais positiva veio de Roger Ebert do The Chicago-Sun Times, que deu ao filme 3 estrelas de um possível 4. Ele descreveu Fools Rush In como "uma doce e divertida recauchutagem de uma fórmula antiga", elevada por boas performances (particularmente Hayek) e um perspicaz "nível de observação e comédia humana".

### Bilheteria
Ele arrecadou US$29 milhões nos Estados Unidos e Canadá e US$13 milhões internacionalmente, para um total mundial de US$42 milhões.

### Prêmios
| Association              | Ano  | Categoria                      | Premiado      | Resultado | Ref |
| ------------------------ | ---- | ------------------------------ | ------------- | --------- | --- |
| ALMA Awards              | 1998 | Melhor Longa-Metragem          | Fools Rush In | Indicado  |     |
| ALMA Awards              | 1998 | Melhor Atriz em Longa-Metragem | Salma Hayek   | Indicado  |     |
| Imagen Foundation Awards | 1997 | Melhor Filme                   | Fools Rush In | Indicado  |     |